# Славка Рюппеля
Славка Рюппеля (лат. Curruca rueppelli) — вид птиц семейства славковых (Sylviidae). Вид назван в честь немецкого зоолога Эдуарда Рюппеля (1794—1884).

## Описание
Славка Рюппеля длиной от 12,5 до 13,5 см. Спина серая, перья крыльев чёрные, за исключением маленьких кроющих, и имеют широкие светлые кромки. Окраска оперения тела светло-серая, хвост чёрного цвета с белыми внешними кромками на крайних перьях хвоста. Ноги тёмно-охряные, вершина клюва согнута слегка вниз, подклювье бледно-бежевого цвета.
У самца в брачном наряде лоб и горло чёрные, разделённые белой полосой. Нижняя сторона светло-серая, в середине с более светлой, расплывчатой длинной полосой. Выделяется широкое, ярко-красное окологлазное кольцо, радужины красновато-коричневые.
У самки в брачном наряде голова свинцово-серого цвета с чёрными крапинами на лбу. Светлое горло имеет тёмные пятна. Имеются морфы, у которых отсутствуют чёрные крапины и пятна. Глазное кольцо тонкое, тёмно-красное и окружено тонким, белым орбитальным кольцом. Грудь и брюхо грязно-белые, оперение по бокам светло-серое.

## Распространение
Славка Рюппеля живёт на скалистых склонах гор с редкой, низкорослой древесной растительностью и редко в открытом дубовом лесу с подлеском, например, в высоких маккиях. Гнездо строится чаще в колючем кустарнике.
Область распространения в Европе ограничивается югом Греции, западом и юго-западом, а также у отдельных популяций северо-западом Турции. Славка Рюппеля — это перелётная птица, которая зимует в Африке к югу от Сахары.